# 三愛地所
三愛地所株式会社（さんあいじしょ、英: San Aijisyo Co., Ltd.）は、北海道札幌市東区に本社を置く日本の不動産会社。

## 概要
1962年12月25日に設立。本社所在地は北海道札幌市東区北32条東7丁目1番15号。代表取締役は大畑裕義。主な事業は、一戸建住宅販売、宅地分譲、リフォーム工事、ビル総合建築、マンション分譲、不動産仲介、賃貸ビル管理等、飲食店経営。
社名に「三愛」の文字が入るが、リコー三愛グループとは無関係。

## 関連会社
- 三愛自動車